# Народный комиссариат здравоохранения СССР
Народный комиссариат здравоохранения СССР (Наркомздрав СССР) — орган государственной власти СССР в ранге министерства, управлявший развитием здравоохранения с 1936 по 1946 год.

## История
Наркомздрав СССР создан постановлением ЦИК и СНК СССР от 20 июля 1936 года, в его состав вошла Всесоюзная Государственная санитарная инспекция при СНК СССР, образованная 26 июля 1935 г.
В ведение Наркомздрава СССР передавались организации и учреждения из наркомздравов союзных республик, в том числе из Наркомздрава РСФСР. В непосредственное подчинение Наркомздрава СССР перешли наиболее крупные курорты, санатории, лечебницы спецназначения, заводы медицинской промышленности, медицинские научно-исследовательские институты и учреждения санитарного надзора. Наркомату здравоохранения СССР были переданы все учреждения и организации системы Исполкома Союза обществ Красного Креста и Красного Полумесяца, а также судебно-медицинская экспертиза. Была учреждена должность главного судмедэксперта страны.
Также была реформирована сельская медицина. По постановлению СНК СССР от 23 апреля 1938 г. «Об укреплении сельского врачебного участка» все амбулатории и больницы в сельской местности переводились с сельского на районный бюджет.
В годы Великой Отечественной войны Наркомздрав СССР вместе с военными организациями обеспечивал медицинское обслуживание армии, была развёрнута сеть эвакуационных госпиталей.
В 1946 году Народный комиссариат был переименован в Министерство здравоохранения СССР.

## Народные комиссары здравоохранения СССР
| Каминский, Григорий Наумович                | 20 июля 1936    | 26 июня 1937    |
| Болдырев, Михаил Фёдорович                  | 2 августа 1937  | 16 июля 1938    |
| Проппер-Гращенков, Николай Иванович (и. о.) | 17 июля 1938    | 8 сентября 1939 |
| Митерёв, Георгий Андреевич                  | 8 сентября 1939 | 15 марта 1946   |